# Médiasphère
La médiasphère est un concept de la médiologie qui désigne un système de transmission culturelle associé à un milieu technique. Ce concept distingue la mnémosphère (dominée par la transmission orale), la logosphère (dominée par l'écrit), la graphosphère (dominée par les livres imprimés) et la vidéosphère (dominée par la communication audiovisuelle). Il a été élaboré par Régis Debray dans son Cours de médiologie générale (1991). L'hyperpshère (dominée par internet) est conceptualisée par Louise Merzeau à la suite de ses travaux.

## Définition
Il s’agit de distinguer dans l’histoire des systèmes de transmission culturelle trois périodes, sachant que chacune de ces périodes est structurée par un milieu technique. Par effet de cascade, ce milieu engendre à chaque période de profonds bouleversements dans les usages, les mentalités, les modes de pensées et les modes de croyance. 
Les médiasphères se succèdent dans le temps mais ne s'annulent pas : leurs effets se cumulent, se corrigent ou se combinent. 
La première est la  logosphère : elle commence avec l'invention de l'écriture, mais se caractérise par le règne de la transmission orale. La deuxième est la graphosphère : l’imprimé et l'ordre du livre y dominent. La troisième est la vidéosphère ; elle correspond à la période dominée par la communication audiovisuelle et les médias de masse (broadcasting). Louise Merzeau a proposé d'ajouter une dernière médiasphère, « l’hypersphère », qui correspond à l’époque des réseaux numériques (connectivité, interactivité, traçabilité).

## Exemples
Chaque médiasphère met en avant des valeurs, des figures, des principes, des temps et des lieux différents. 
Par exemple, le saint, le héros et la star sont respectivement glorifiées dans la logosphère, la graphosphère et la vidéosphère.
Ou encore la forme privilégiée d'assemblée renverra au club ou à la société savante en graphosphère, au plateau TV en vidéosphère, à une communauté dans un réseau social numérique en hypersphère.

## Notions voisines
La notion de médiasphère emprunte à la fois au concept de biotope de l'écologie et au concept de milieu associé théorisé par Gilbert Simondon.
Selon Daniel Bougnoux, on peut aussi rapprocher le concept de médiasphère du concept de bulle tel que le définit Peter Sloterdijk.